# Катар СК
Спортивний клуб «Катар» або «Катар СК» (араб. نادي قطر الرياضي) — катарський футбольний клуб із міста Доха. Найвідомішою секцією клубу є футбольна команда, яка виступала в найвищому дивізіоні Катару.
Свої домашні поєдинки клуб проводить на четвертому найбільшому стадіоні Катару, «Сухейм Бін Хамад», який вміщує 12 000 уболівальників. Нещодавно у клубі почали функціонувати інші спортивні секції, крім футбольної. Було засновано легкоатлетичні секції, метання спису, стрибків у довжину та бігу на довгу дистанцію. Під своєю сучасною назвою, СК «Катар», клуб функціонує з 1981 року.

## Хронологія назв
- 1959: Заснований під назвою  Аль-Уруба
- 1972: Злився з Аль-Насур та утворив Аль-Естекляль
- 1981: Перейменований в Спортивний Клуб Катар

## Історія

### 1959—1972: Аль-Уруба
Катар СК було створено в 1959 році під назвою «Аль-Уруба». Ідею про створення клубу висунув Абдулазіз бін Джазім ат-Тані. Його колега, Мохаммед бін Нассер, провів опитування громадської думки про можливість створення нового спортивного клубу в Мушейребі, одному з районів Дохи, й у відповідь отримав лише позитивні відгуки. «Аль-Уруба», яке буквально перекладається як «Арабізм», через те, що переважна кількість футбольних уболівальників підтримували ідеї Арабської революції, до того ж багато футбольних клубів того часу мали назви, які були пов'язані з цією подією. Спочатку в клубі було лише 18 гравців та технічний персонал, а першим президентом новоствореного клубу став Джассім бін Хамад ат-Тані. На перших порах клубними кольорами були білий та блакитний, а штаб-квартира команди розташовувалася в невеликому 4-кімнатному будинку, який належав Джассіму бін Хамаду. На той час футбол у Катарі був не надто популярним, але клуб мав невелику групу фанатів, переважна більшість з яких була представниками місцевої єменської громади.
До свого переїзду на стадіон «Сухейм бін Хамад» вони тренувалися на афальті поряд зі своєю штаб-квартирою. До проведення першого неофіційного розіграшу Найвищий дивізіону в 1963 році клуб провидив лише товариські матчі. У перші роки існування національного чемпіонату «Катар СК» та «Аль-Мареф». Після розформування «Аль-Мерефу» під час сезону 1966/67 років, багато гравців та представників тренерського штабу перейшли до Катар СК. До тренерського штабу приєдналися такі відомі фахівці того часу як Хассан Отман, Абдулла Рабія та Хамад Аль-Ніл. Загалом протягом цього періоду клуб виграв 5 чемпіонських титулів поспіль.

### 1972—1981: Аль-Естекляль
У 1972 році «Аль-Уруба» об'єднався з «Аль-Насур» й утворив «Аль-Естекляль». Колишній гравець клубу Саад Мохаммед Салех став першим тренером новоутвореної команди. З моменту свого заснування «Аль-Естекляль» став одним з найсильніших клубів крани, він виграв перший офіційний розіграш Найвищого дивізіону в сезоні 1972/73 років. У наступному, 1974, році головний тренер клубу Ас-Садд Хассан Отман та ще 14 гравців клубу, в тому числі й Хассан Маттар та Мубарак Анбер, потрапили в немилість до президента команди, Хамада бін Сухейма. Протягом цього періоду в катарському футболі дозволялися лише безкоштовні трансфери. Але незважаючи на деякі труднощі, які були пов'язані з трансферними провалами, клуб став переможцем сезону 1976/77 років та продовжував делегувати своїх найкращих гравців до складу національної збірної.

### 1981—теперішній час: Катар СК
У 1981 році «Аль-Естекляль» було перейменовано на «Катар СК». Проте на наступні майже 20 років клуб втратив свої позиції в національних турнірах, а натомість провідну роль в катарському футболі почали відігравати «Аль-Арабі», Ас-Садд та Ар-Райян. Тим не менше, в 2002 році клуб виграв Кубок наслідного принца Катару, а в сезоні 2002/03 років з 3-очковою перевагою виграв національний чемпіонат. Того ж року клуб виграв Кубок наслідного принца Катару, а в 2009 році знову повторив це досягнення.

## Досягнення
- Найвищий дивізіон
  -  Чемпіон (8): 1967, 1968, 1969, 1970, 1971, 1973, 1977, 2003
  -  Срібний призер (5): 1985, 1992, 2002, 2004, 2006

- Кубок Еміра Катару
  -  Володар (2): 1974, 1976
  -  Фіналіст (4): 1981, 1989, 2004, 2024

- Кубок наслідного принца Катару
  -  Володар (3): 2002, 2004, 2009
  -  Фіналіст (1): 2006

- Кубок шейха Яссіма
  -  Володар (4): 1984, 1985, 1987, 1995
  -  Фіналіст (2): 2003, 2005

- Кубок зірок Катару
  -  Володар (1): 2014

- Комбінований турнір клубів Першого та Другого рівнів
  -  Фіналіст (1): 2004

## Стадіон
СК «Катар» проводить свої домашні поєдинки на стадіоні «Сухейм Бін Хамад», який знаходиться в Аль-Дафні. Це багатофункціональни спортивний комплекс, який окрім футбольного поля включає в себе легкоатлетичні бігові доріжки, тренажерний зал, торговий центр, мечеть та інші об'єкти. Стадіон здатний вмістити 12 000 уболівальників. Крім матчів національних футбольних турнірів, на ньому також проходить «Qatar Athletic Super Grand Prix», а також проходили деякі матчі Кубку Азії з футболу 2011 року.

## Статистика виступів у національних турнірах
| Сезон   | Дивізіон | Міс. | Іг. | В  | Н  | П  | ЗМ | ПМ | О  | Кубок Еміра |
| ------- | -------- | ---- | --- | -- | -- | -- | -- | -- | -- | ----------- |
| 1996/97 | 1Д       | 7    | 16  | 4  | 3  | 9  | 19 | 19 | 15 | 1-ий раунд  |
| 1997/98 | 1Д       | 6    | 16  | 5  | 4  | 7  | 17 | 22 | 19 | 1-ий раунд  |
| 1998/99 | 1Д       | 6    | 16  | 5  | 2  | 9  | 16 | 27 | 17 | 1-ий раунд  |
| 1999/00 | 1Д       | 7    | 16  | 4  | 6  | 6  | 14 | 24 | 18 | 1/4 фіналу  |
| 2000/01 | 1Д       | 8    | 16  | 4  | 2  | 10 | 18 | 27 | 14 | 2-ий раунд  |
| 2001/02 | 1Д       | 2    | 16  | 9  | 2  | 5  | 30 | 17 | 29 | 1/2 фіналу  |
| 2002/03 | 1Д       | 1    | 18  | 10 | 5  | 3  | 24 | 10 | 34 | 1/2 фіналу  |
| 2003/04 | 1Д       | 2    | 18  | 10 | 4  | 4  | 31 | 17 | 34 | Фіналіст    |
| 2004/05 | 1Д       | 4    | 27  | 14 | 3  | 10 | 40 | 34 | 45 | 1/4 фіналу  |
| 2005/06 | 1Д       | 2    | 27  | 14 | 7  | 6  | 49 | 34 | 49 | 1/2 фіналу  |
| 2006/07 | 1Д       | 6    | 27  | 10 | 4  | 13 | 35 | 36 | 34 | 1/4 фіналу  |
| 2007/08 | 1Д       | 4    | 27  | 14 | 4  | 9  | 53 | 38 | 46 | 1/2 фіналу  |
| 2008/09 | 1Д       | 4    | 27  | 11 | 10 | 6  | 42 | 36 | 43 | 1/2 фіналу  |
| 2009/10 | 1Д       | 4    | 22  | 11 | 5  | 6  | 32 | 23 | 38 | 1/2 фіналу  |
| 2010/11 | 1Д       | 5    | 22  | 11 | 7  | 4  | 40 | 26 | 40 | 1/4 фіналу  |
| 2011/12 | 1Д       | 10   | 22  | 6  | 6  | 10 | 32 | 46 | 24 | 3-ий раунд  |

## Статистиа виступів на континентальних турнірах
- Ліга чемпіонів АФК: 1 виступ

2003/04: Груповий етап

## Відомі гравці
- Мехді Абдулла
- Мехді Абдулраб
- Юсеф Ахмед
- Абдулла Алаві
- Шахін Алі
- Муса Маджид Аль-Алак
- Халед Аль-Анасі
- Юсеф Хані Баллан
- Мубарак Аль-Белуши
- Алі Авад Буджалуф
- Абдулла Аль-Деяні
- Амер Аль-Доссарі
- Рамі Фаєз
- Мурад Наджи Хуссейн
- Валід Джассем
- Джамал Джухар
- Алі Джумаа
- Абдулла Аль-Коварі
- Калед Махмуді
- Хассан Маттар
- Халід Аль-Меррейхі
- Абдулрахман Месбех
- Сельман Месбех
- Мустафа Мідо
- Мохаммед Аль-Акіб
- Мешал Мубарак
- Мохаммед Мубарак
- Алі Аль-Муханнаді
- Абдул Гафур Мурад
- Яссер Назмі
- Фадль Омар
- Мохамед Омар
- Мохаммед Разак
- Мохаммед Аль-Робаї
- Хуссейн Аль-Ромаї
- Ахмед Аль-Садах
- Себастьян Сорія
- Юнес Якуб
- Мохаммед Яссер
- Махір Юсеф
- Халед Аль-Закіба
- Алі Бенарабія
- Рафік Халіш
- Рабах Маджер
- Насер Буїш
- Аква
- Клаудіо Каніджа
- Данило Карандо
- Емільяно Веккіо
- Салех Фархан
- Мохамед Хубаїл
- Саєд Махмуд Джалал
- Дуглау
- Луїс Фірміно
- Луїш Альберту да Сильва Лемуш
- Франсішку Ліма
- Адріаноу Феррейра Мартінш
- Марсіу Жозе ді Олівейра
- Рожер Галера Флореш
- Мумуні Дагано
- Мустафа Курума
- Сейду Траоре
- Юма Моссі
- Фелікс Абоагіє
- Раззак Фархан
- Куасей Мунір
- Раді Шенайшил
- Ала Абдул-Захра
- Хашат Акрам
- Хаді Агілі
- Абдулреза Барзегарі
- Хамід Деракшан
- Мохаммад Реза Хейдарян
- Алі Карімі
- Нассер Мохаммадхані
- Надер Мохаммадхані
- Карлуш Педру Сильва Мораїш
- Ерік Джемба-Джемба
- Еміль Мбоу
- Білл Чато
- Лассіна Діабі
- Бакарі Коне
- Чо Йон Чхоль
- Хан Гугьон
- Син Жин Ху
- Талал Наєф
- Весам Різік
- Бадер Аль-Мутава
- Мамаду Діалло
- Ісмаїл Бельмаалем
- Саїд Шиба
- Амін Ербаті
- Мушин Яжур
- Талал Ель-Каркурі
- Юссеф Сафрі
- Меруан Земмама
- Абдеслам Уадду
- Мічел Бабатунде
- Джей-Джей Окоча
- Абдул Суле
- Па Модоу-Ка
- Ахмад Аль-Хосні
- Ахмед Дохі
- Тасір Аль-Джассім
- Осман Мохаммед
- Хамді Харбауї
- Мехді Аль-Камассі
- Жасур Хасанов
- Марсель Десаї
- Крістоф Дюгаррі
- Грегорі Таде

## Відомі тренери
| Тренер                      | Період                        |
| --------------------------- | ----------------------------- |
| Хамад Ніл Мохаммед Алі      | до 1962                       |
| Саад Мохаммед Салех         | до 1972                       |
| Хельмі Хуссейн              | 1973–74                       |
| Вагді Джамал                | 1974                          |
| Хассан Отман Хельмі Хуссейн | 1974–75                       |
| Мохаммед Кейрі              | 1975–76                       |
| Йозеф Янкеч Йозеф Венглош   | 1976–77                       |
| Жорван Віейра               | 1980                          |
| Парк Бюн Сак                | бл. 1980–81                   |
| Паулу Масса                 | 1988                          |
| Улі Масло                   | 1 липня 1988—1990             |
| Сержіу Косме                | 1990                          |
| Джемалудин Мушович          | 1990–91                       |
| Улі Масло                   | 1991 – 20 квітня 1992         |
| Аммо Баба                   | 1992–93                       |
| Йозеф Янкеч                 | 1993–94                       |
| Хазім Джассам               | 1994                          |
| Роланд Андерссон            | 1 липня 1995 – 30 червня 1997 |
| Ян Пиварник                 | 1997                          |

| Тренер                             | Період                           |
| ---------------------------------- | -------------------------------- |
| Райнхард Фабіш                     | 1998–00                          |
| Еїд Мубарак                        | 2000                             |
| Вернер Лічка                       | 1 липня 2000 – 15 червня 2001    |
| Зоран Джорджевич                   | 2001–02                          |
| Джемалудин Мушович                 | 2002–04                          |
| Адель Абу Карбал Сальман Абдулазіз | 2004                             |
| Карлуш Алінью                      | 2004 – 30 червня 2005            |
| Димітріє Давидович                 | 1 липня 2005 – 30 червня 2006    |
| Джемал Хаджиабдич                  | 2006                             |
| Яннік Стопира                      | листопад 2006 – січень 2007      |
| Сречко Юричич                      | 2007                             |
| Димітріє Давидович                 | 2007                             |
| Джемалудин Мушович                 | 2007–08                          |
| Хамід Бремель                      | 2008                             |
| Себастьян Лазароні                 | 24 липня 2008 – серпень 2011     |
| Саїд Шиба                          | 12 серпня 2011 – 8 липня 2012    |
| Себастьян Лазароні                 | 9 липня 2012 – 1 червня 2014     |
| Іван Гашек                         | 1 червня 2014 – 11 вересня 2014  |
| Раді Сенайшил                      | 11 вересня 2014 – 26 жовтня 2015 |
| Себастьян Лазароні                 | 26 жовтня 2015– 27 червня 2016   |
| Аурел Цикляну                      | 28 червня 2016– 9 грудня 2016    |